# Eugenia Meyer
Eugenia Walerstein Derechín conocida como Eugenia Meyer (Ciudad de México, 4 de diciembre de 1940) es una historiadora y profesora emérita de la UNAM, miembro del Sistema Nacional de Investigadoras e Investigadores del CONAHCYT. Es reconocida a nivel internacional por ser una de las pioneras en el campo de la historia oral no sólo en México sino en toda América Latina; en el estudio de la infancia aproximándose con algunos conceptos teóricos al análisis de la historia de los niños. También ha hecho importantes estudios sobre la Revolución Mexicana y los exilios latinoamericano y español en México. Su campo de investigación es la historia social contemporánea de México y América Latina.

## Biografía
Estudió su licenciatura, maestría y doctorado en la Facultad de Filosofía y Letras, de la Universidad Nacional Autónoma de México. Se formó con Edmundo O'Gorman y Juan Antonio Ortega y Medina, profesor e investigador eméritos de la UNAM, con quienes aprendió las bases teóricas para la crítica de fuentes y la investigación dentro de la filosofía de la Historia y la historiografía.
Fue directora del Instituto Cultural Mexicano Israelí (1970-1971), coordinadora del Departamento de Estudios Contemporáneos del INAH (1977-1982), directora general del Instituto de Investigaciones Dr. José María Luis Mora (1983-1989), directora general de publicaciones del CONACULTA (1990-1993) y profesora en la UNAM desde los inicios de su vida académica.
También ha participado de forma importante en la labor museográfica de México con la creación de una serie de museos históricos como: El Museo de la lucha obrera de Cananea. Sonora (1980), el Museo Nacional de las Intervenciones (1981), el Museo Histórico de la Revolución en Chihuahua (1982), el Museo Nacional de la Revolución (1986) y el Museo Legislativo Los sentimientos de la Nación, (1988). Asimismo por nombramiento presidencial fue, en 1992, Comisaria de México de la exposición: México un libro abierto, como país tema en la Feria Internacional de libro de Frankfurt, misma que se trasladó a Bogotá, Colombia en 1993.

## Historia oral
Uno de sus logros más notables es en el campo de la historia oral, en el cual ella ha sido pionera no sólo en México sino en toda América Latina. La huella de este esfuerzo está plasmada en el Archivo de la Palabra del Instituto Nacional de Antropología e Historia (INAH) que realizó en colaboración con Alicia Olivera Bonfil rescatando el testimonio oral de los sobrevivientes de la Revolución Mexicana. Luego procedió al rescate testimonial de procesos como el de la educación socialista en México; el cine mexicano; el exilio español; la historia de la medicina en México; los exilios latinoamericanos a México, entre otros. Producto de lo anterior son los archivos de la palabra que se encuentran, tanto en el INAH, en el Instituto de Investigaciones Dr. José María Luis Mora y en la Facultad de Filosofía y Letras de la UNAM. Todo ello generó que en el marco del congreso de la Oral History Association, celebrado en septiembre de 2012 en Buenos Aires, Argentina; la Red Latinoamericana de Historia Oral (RELAHO), haya instituido el Premio Eugenia Meyer de Historia Oral que se entrega bianualmente a las mejores libros, artículos y tesis de historia oral en América Latina.

## Docencia
Comenzó su labor docente como profesora en la Escuela Nacional Preparatoria, Plantel 5, José Vasconcelos en 1960. Posteriormente pasó al Colegio de Historia de la Facultad de Filosofía y Letras y la Universidad Iberoamericana. En 1968, ya con el doctorado en Historia, continuó en el Colegio de Historia de la facultad como profesora titular “C” de tiempo completo, destacándose como historiadora y catedrática. Fue la primera mujer en impartir cursos sobre Revolución Mexicana, rompiendo el veto oficialista de que la Revolución había terminado en 1917. Logró ejercer el binomio de investigación y docencia por varias décadas, en la UNAM, formando de ese modo a una gran cantidad de historiadores mexicanos, a partir de su conocimiento y experiencia. A lo largo de su labor docente ha dirigido más de 70 tesis tanto de licenciatura como de posgrado.
Ha sido profesora visitante en centros de investigación y universidades como: Fundaçao Getulio Vargas, Río de Janeiro, Brasil, 1975; Fundación Rómulo Gallegos, Venezuela, 1978; la Universidad de Buenos Aires, Argentina, 1991 y en la University of Chicago, EUA, 1997.

## Labor editorial
Eugenia Meyer sentó las bases de una nueva forma de difundir los resultados de la investigación histórica, desde sus inicios en la actividad editorial, como secretaria del Anuario de Historia de la UNAM. Como directora general del Instituto José María Luis Mora (1983-1989), fundó Secuencia. Revista Americana de Ciencias Sociales, con la cual se abrió un espacio de reflexión académica sobre el continente americano. Asimismo generó una serie de historias regionales de México, así como de América Latina. Impulsó el primer proyecto para la elaboración de una historia de los Estados Unidos en español y de sus documentos fundamentales al publicar E.U.A. Una historia compartida, E.U.A. Textos de su historia.
Su significativo paso por la Dirección General de Publicaciones del Consejo Nacional para la Cultura y las Artes, desde donde generó nuevos espacios y posibilidades editoriales para los historiadores. Durante su gestión se integraron colecciones fundamentales e incrementó la edición y tiraje de títulos de historia; asimismo, también por primera vez el Sistema Nacional de Bibliotecas del país pudo contar con catálogos valiosos en la materia. Con ello estimuló la producción historiográfica y le dio un sitio que antes no había alcanzado en México.
Eugenia Meyer es promotora del acceso abierto a sus obras, las cuales, ha depositado para su consulta en el Repositorio de la Facultad de Filosofía y Letras de la UNAM.

## Premios y distinciones
A lo largo de su trayectoria profesional, Meyer ha recibido reconocimientos, entre los cuales destacanː
- Premio Universidad Nacional por su trabajo en Docencia en Humanidades, (1998) por parte de la UNAM.
- La Sociedad Nuevolonesa de Historia, Geografía y Estadística le otorgó la Medalla al Mérito Histórico Capitán Alonso de León.
- La Secretaría de Educación Pública, SEP, le hizo entrega en reconocimiento a sus 30 años de labor educativa, la Medalla al mérito docente Maestro Rafael Ramírez.

Miembro del Sistema Nacional de Investigadores a partir de 1988. Años después, en 1997, le fue otorgado el Nivel III. 
Por designación presidencial, Consejera Vitalicia de la Crónica de la Ciudad de México, entre 1988 y 1994.
Miembro del Consejo editorial de Estudios Jalisciences. Revista trimestral de El Colegio de Jalisco, 1990.
Miembro de la Academia Mexicana de Ciencias,1996.
En 1997 fue reconocida por su labor como catedrática visitante de la Fundación Tinker en la Universidad de Chicago.
En 2002 recibió la Beca Guggenheim, la cual le abrió la posibilidad de hacer un trabajo de investigación para averiguar sobre lo que ocurrió con los niños que vivieron la Revolución de 1910. Investigadora invitada por la Fundación Rockefeller. Bellagio Study & Conference Center, para concluir el proyecto del libro “John Kenneth Turner. Periodista de México”, Bellagio, Italia.
Miembro del Comité Editorial de Obras de Historia y Antropología del Fondo de Cultura Económica, 2003-2020.
Beca de Residencia de la Fundación Bogliasco, The Liguria Study Center for the Arts and Humanities, Bogliasco, Génova, Italia, para concluir el proyecto del libro El futuro era nuestro. Ocho cubanas narran sus historias de vida, 2005.
En el año de 2010 se convirtió en la primera historiadora de la Facultad de Filosofía y Letras en recibir el título de profesora emérita de la Universidad Nacional Autónoma de México.
Designada por la Academia de la Historia de Cuba como Académico Correspondiente Extranjero, 2012.
Miembro del Comité editorial de la Culture & History Digital Journal, del Instituto de Historia del CCHS, CSIC, España, 2012.

## Visión de la historia
Su trabajo la ha aproximado de la realidad sobre la historia de México, principalmente en lo que respecta al período revolucionario de inicios del siglo XX, que normalmente es conocida a través de una narrativa caracterizada por su enfoque oficial, por lo que termina distando mucho de los hechos tal y como acontecieron.
Para la doctora Walerstein, “la historia de los vencidos cuenta por qué campesinos despojados y desarraigados se involucraron en el movimiento”.
También está convencida de los múltiples procesos revolucionarios, pues no existe para ella la simple idea de un Francisco I. Madero que a una hora determinada convocó a los mexicanos, y al unísono todos se sumaron a sus fuerzas para tomar las armas no tiene sentido, en un momento en que algunos estados como Chiapas y Oaxaca estuvieron al margen de tales acontecimientos y no tomaron parte, a favor de la revolución, y sí, siendo abrigo de movimientos que iban contra la misma.
Todo ello ha llevado a la doctora Eugenia Meyer a observar que el abordaje sobre el aprendizaje de la historia, a través de las instituciones que la imparten, debe considerar principalmente los procesos que la componen mucho más allá de los simples hechos, por grandes que sean, con sus nombres o fechas, es decir: “Tratamos de que los estudiantes de historia comprendan. Si uno entiende los procesos puede explicarlos, de lo contrario se recurre al concepto de memorización, a los datos y fechas, lo que es menos relevante de la historia”.

## Obra

### Libros (como autora o en coautoría)
- La fotografía, indicio de la historia (2024)[9]
- "¿A quién pertenece la historia?", Insistir con la esperanza. El compromiso social y político del intelectual (2019)[10]
- Jesús Reyes Heroles: hombre de acción, hombre de historia (2015)[11]
- Gregorio Walerstein. Hombre de cine (2013)[12]
- Imprevisibles historias. En torno a la obra y legado de Edmundo O’Gorman (2009)[13]
- Niños de ayer, niños de hoy (2007)[14]
- El futuro era nuestro. Ocho cubanas narran sus historias de vida (2007)[15]
- John Kenneth Turner. Periodista de México (2005)[16]
- Luis Cabrera hombre de todos los tiempos (2002)[17]
- Los tiempos mexicanos de Max Aub, legado periodístico 1943-1972 (2002)[18]
- Jesús Reyes Heroles, los caminos de la historia (2002)[19]
- Raoul Fournier. Médico humanista (1995)[20]
- Revolución e historia en la obra de Luis Cabrera (1994)[21]
- Luis Cabrera: teórico y crítico de la Revolución (1972)[22]
- Conciencia histórica norteamericana sobre la Revolución de 1910 (1970)[23]

### Obras en colaboración
- Un refugio en la memoria. La experiencia de los exilios latinoamericanos en México (2002),[24] con Eva Salgado.
- Gustavo Baz y sus juicios como revolucionario, médico y político (1971)[25] con Alicia Olivera de Bonfil.
- Jesús Sotelo Inclán y sus conceptos del movimiento zapatista. Entrevista por Eugenia Meyer (1970),[26] con Alicia Olivera de Bonfil.

### Editora de obras completas
- Obras completas de Luis Cabrera, 4 vols. (1972-1974), (1992)
- Obras completas, de Jesús Reyes Heroles, 8 vols. (1995 y ss.)

### Artículos
- “Una historia de altos vuelos”, Alocución leída en la Academia de la Historia de Cuba al ser investida como Académico Corresponsal Extranjero, La Habana, Cuba, 28 de febrero de 2014.
- “Memory and Oblivion. Testimonies and Depictions”, Culture & History Digital Journal, v. 1, n. 1, Instituto de Historia, CCHS-CSIC, 2002.
- “Infancia, destino y justicia”, en Los caminos de la Justicia en México1810-2010, México, Suprema Corte de Justicia de la Nación, Bicentenario de la Independencia-Centenario de la Revolución, 2010, p. 555-581.
- “¿Festejar o conmemorar la revolución?”, Bicentenario. El ayer y hoy de México. Revista Trimestral Instituto de Investigaciones Dr. José María Luis Mora, v. 3, n. 10, México, octubre-diciembre de 2010, p. 64-67.
- “El fin de la memoria”, Historia, Antropología y Fuentes Orales, n. 41, Romper silencios, Barcelona, Universidad de Barcelona, 2009, 3.ª época, p. 71-80.
- “Memoria, olvido e historicidad” (Por error apareció como “Una entrevistadora”, errata reconocida en el siguiente número de la publicación), Historia, Antropología y Fuentes Orales, n. 37, Entre-vistas, Barcelona, Universidad de Barcelona, 2007, p. 101-110.
- “Exigencias, necesidades y garantías de la Revolución. La responsabilidad histórica de Madero”, Nuestro Siglo. El maderismo democracia, historia y objetivo, INEHRM, v. I, n. 2. México, 2002, p. 4-13.
- “Refugio a la democracia: Hacia el discurso histórico de los exilios en México”, Sólo Historia. El exilio, n. 12, INHERM, México, abril de 2001, p. 7-21.
- “Memoria y conciencia histórica”, Historia, Antropología y Fuentes Orales, n. 24, Recordar el olvido, Barcelona, Universidad de Barcelona, 2000.
- “Deconstrucción de la memoria, construcción de la historia”, Historia, Antropología y Fuentes Orales, n. 19, Más allá de la imagen, Barcelona, Universidad de Barcelona, 1998, 2.ª Época, p. 127-136.
- “¿Qué nos dicen los niños? Una primera mirada fotográfica a la infancia durante la Revolución”, Alquimia, Año I, n. 1, México, INAH, septiembre-diciembre de 1997, p. 29-36.
- “América Latina, ¿una realidad virtual? A propósito del artículo de Dora Schwartztein”, Historia, Antropología y Fuentes Orales, n. 16, Historia y Sociología, Barcelona, Universidad de Barcelona, año 1996, 2.ª época, p. 141-150.
- “Los nuevos caminos de la historia oral en América Latina”, Historia y Fuente Oral, n. 13, Al Margen, Barcelona, Universidad de Barcelona, 1995, p. 97-102.
- “Para estudiar a los extranjeros o los riesgos del historiador”, Eslabones. Extranjeros en las Regiones. Revista Semestral de Estudios Regionales, n. 9, México, UNAM, junio de 1995, p. 4-13.
- “Espionaje por Carambola: John Kenneth Turner”, Eslabones. Espionaje e Historia Diplomática. Revista semestral de Estudios Regionales, n. 2, México, julio-diciembre de 1991, p. 29-34.
- “La hoguera de la vida. Aproximaciones a la Obra de Marguerite Youcernar”, La Jornada Semanal, Nueva época, n. 112, México, 4 de agosto de 1991, p. 21-30.
- “Recuperando, recordando, denunciando, custodiando la memoria del pasado puesto al día. Historia oral en Latinoamérica y El Caribe”, Historia y Fuente Oral, n. 5, El peso de la Historia: 1989, Barcelona, Universidad de Barcelona, 1991, p. 139-144.
- “De educación y cultura para todas”, en Encuentro de mujeres mexicanas y México-Norteamericanas, Patronato Nacional de Promotores Voluntarios/National Council of La Raza, México, 1990.
- “Los Intelectuales de la Revolución. Luis Cabrera”, Revista Mexicana de Ciencias Políticas y Sociales. Dos Revoluciones Mexicanas 1810 1910, Año XXXI, Nueva Época, n. 122, México, UNAM, octubre-diciembre de 1985, p. 81-89.
- “El Archivo de la Palabra: hacia una historia de masas”, Boletín del Instituto Nacional de Antropología e Historia, Época III, n. 23, México, INAH, julio-septiembre de 1978, p. 3-7.
- “La historia oral. Metodología, desarrollo, posibilidades y perspectivas” (en colaboración con Alicia Olivera de Bonfil), Historia Mexicana, v. XXI, n. 2, México, El Colegio de México, 1971, p. 372-387.